# West-Saksisch voetbalkampioenschap 1931/32
In 1931/32 werd het twintigste voetbalkampioenschap van West-Saksen gespeeld, dat georganiseerd werd door de Midden-Duitse voetbalbond. Zwickauer SC werd kampioen en plaatste zich voor de Midden-Duitse eindronde. De club verloor van FC Viktoria 1903 Zerbst.

## Gauliga
| Plaats | Club                    | Wed. | W  | G | V  | Saldo | Ptn.  |
| ------ | ----------------------- | ---- | -- | - | -- | ----- | ----- |
| 1.     | Zwickauer SC 05         | 18   | 12 | 4 | 2  | 36:20 | 28:8  |
| 2.     | VfB 1907 Glauchau       | 18   | 12 | 3 | 3  | 65:20 | 27:9  |
| 3.     | Planitzer SC 1912       | 18   | 12 | 2 | 4  | 56:30 | 26:10 |
| 4.     | FC 02 Zwickau           | 18   | 7  | 5 | 6  | 40:27 | 19:17 |
| 5.     | VfL 1905 Zwickau        | 18   | 8  | 3 | 7  | 43:33 | 19:17 |
| 6.     | SVgg Meerane 07         | 18   | 6  | 4 | 8  | 35:35 | 16:20 |
| 7.     | SpVgg 1906 Crimmitschau | 18   | 5  | 4 | 9  | 27:39 | 14:22 |
| 8.     | VfTuB 1900 Werdau       | 18   | 5  | 2 | 11 | 35:53 | 12:24 |
| 9.     | SC Niederlungwitz       | 18   | 4  | 2 | 12 | 25:54 | 10:26 |
| 10.    | VfL Lichtenstein        | 18   | 4  | 1 | 13 | 20:71 | 9:27  |

|  | Kampioen, geplaatst voor Midden-Duitse eindronde |
|  | Degradatie                                       |

## 1. Klasse
| Plaats | Club                     | Wed.           | W              | G              | V              | Saldo          | Ptn.           |
| ------ | ------------------------ | -------------- | -------------- | -------------- | -------------- | -------------- | -------------- |
| 1.     | Polizei SV Zwickau       | 16             | 15             | 0              | 1              | 78:25          | 30:02          |
| 2.     | Fußballring Crossen      | 16             | 12             | 1              | 3              | 59:29          | 25:07          |
| 3.     | VfL Hohenstein-Ernstthal | 16             | 9              | 1              | 6              | 50:34          | 19:13          |
| 4.     | Schneeberger SV          | 16             | 7              | 3              | 6              | 54:48          | 17:15          |
| 5.     | SV Hartenstein           | 16             | 8              | 0              | 8              | 58:57          | 16:16          |
| 6.     | VfL Reichsbahn Glauchau  | 16             | 6              | 1              | 9              | 39:46          | 13:19          |
| 7.     | SV Niederhaßlau          | 16             | 6              | 0              | 10             | 41:62          | 12:20          |
| 8.     | SC Wildenfels            | 16             | 2              | 2              | 12             | 34:68          | 06:26          |
| 9.     | BG Pflügler &Co Glauchau | 16             | 3              | 0              | 13             | 24:68          | 06:26          |
| 10.    | VfL Reichsbahn Zwickau   | Teruggetrokken | Teruggetrokken | Teruggetrokken | Teruggetrokken | Teruggetrokken | Teruggetrokken |

|  | Promotie   |
|  | Degradatie |